# عصور ما قبل التاريخ المجرية

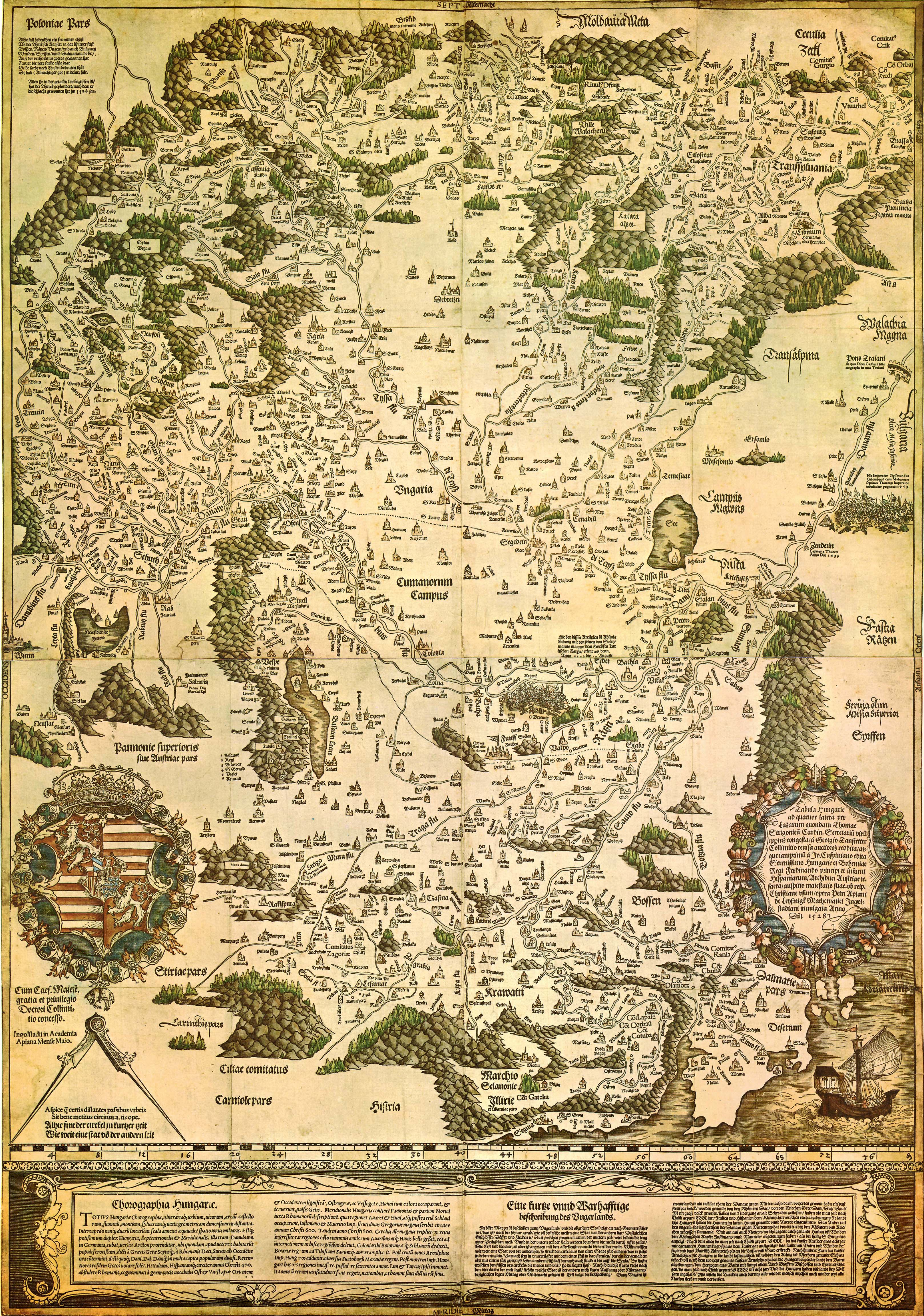
Tabula Hungariae ، أول خريطة مطبوعة لمملكة المجر

تمتد عصور ما قبل التاريخ المجرية لتشمل الفترة من تاريخ الشعب المجري التي بدأ فيها فصل اللغة المجرية عن اللغات الفنلندية-الأوغرية أو الأوغرية الأخرى في نحو عام 800 قبل الميلاد، وانتهت بالغزو المجري لحوض الكاربات في نحو عام 895 بعد الميلاد. بناءً على السجلات الأولى للمجر في تسجيلات الأحداث المجرية والغرب أوروبية والبيزنطية، اعتبرهم العلماء على مدى قرون ينحدرون من نسل السكيثيين والهون القدماء. اختفى هذا التقليد التأريخي من مجرى التاريخ بعد إدراك أوجه التشابه بين اللغة المجرية واللغات الأورالية في أواخر القرن الثامن عشر. أصبح علم اللغويات بعد ذلك المصدر الرئيسي لدراسة التكوين العرقي المجري. إضافة إلى ذلك، فإن التسجيلات التاريخية المكتوبة بين القرن التاسع والقرن الخامس عشر، ونتائج البحث الأثري والتشبيهات الفلكلورية توفر معلومات عن التاريخ المبكر للمجر.
تقترح دراسة أجريت على حبوب اللقاح في الحفريات مبنية على الكلمات المتقاربة باللفظ لبعض الأشجار- بما فيها الصنوبر والدردار- في اللغات المتفرعة، أن متحدثي اللغة البروتو أورالية عاشوا في المنطقة الواسعة من جبال الأورال، والتي سكنتها مجموعات مبعثرة من الصيادين (جامعين وملتقطين) في العصر الحجري الحديث في الألفية الرابعة قبل الميلاد. انتشروا على مدى مناطق شاسعة مما أدى إلى تطور لغة بروتو فينية أوغرية منفصلة بحلول نهاية الألفية. تبين الدراسات اللغوية والأبحاث الأثرية أن أولئك الذين تحدثوا هذه اللغة عاشوا في منازل محفورة واستخدموا أواني طينية مزخرفة. أدى توسع المستنقعات بعد نحو عام 2600 قبل الميلاد إلى هجرات جديدة. لا يوجد أي إجماع بالرأي حول وجود موطن أصلي للشعوب الأوغرية، فهم إما عاشوا في منطقة نهر توبول أو على ضفاف نهر كاما والمجاري العلوية لنهر فولغا في نحو عام 2000 قبل الميلاد. عاشوا في مجتمعات مستقرة وزرعوا الدُّخن والقمح ومحاصيل أخرى، وربوا الحيوانات- خاصةً الخيول والماشية والخنازير. تظهر الألفاظ الدخيلة المتعلقة بتربية الحيوانات من اللغة البروتو إيرانية أنه كان لديهم علاقات وثيقة بجيرانهم. اعتمدت المجموعات الأوغرية الأقصى الجنوبية أسلوب الحياة البدوية بحلول عام 1000 قبل الميلاد، بسبب امتداد السهوب باتجاه الشمال.
بدأ تطور اللغة المجرية في نحو عام 800 قبل الميلاد، مع انحسار الأراضي العشبية وترافق ذلك مع هجرة المجموعات الأوغرية البدوية جنوبًا. يعد تاريخ المجر القدماء خلال الألف عام التالية لذلك غير مؤكد؛ فقد عاشوا في السهوب لكن موقع موطنهم الأصلي هو محط جدل في النقاشات العلمية. وفقًا لإحدى النظريات، فإنهم عاشوا شرق جبال الأورال وهاجروا غربًا إلى «ماغنا هنغاريا (المجر العظمى)» بحلول عام 600 بعد الميلاد على أبعد تقدير. يقول باحثون آخرون أن ماغنا هنغاريا كانت الموطن الأصلي للمجر وانتقلوا منها إما إلى منطقة نهر دون أو باتجاه نهر كوبان قبل ثلاثينيات القرن التاسع بعد الميلاد. تثبت مئات الكلمات المستعارة من اللغات التركية من نوع تشوفاش أن المجر كانوا على علاقة وثيقة بالشعوب التركية. اعتبرهم بعض المؤلفين المسلمين والبيزنطيين من الشعوب التركية في القرنين التاسع والعاشر.
كان التحالف بين المجريين والبلغاريين في أواخر ثلاثينيات القرن التاسع أول حدث تاريخي تم التيقن منه عند تسجيله فيما يتعلق بالمجريين. وفقًا للإمبراطور البيزنطي قسطنطين السابع بورفروجنيتوس، فإن المجريين عاشوا في ليفيديا بالقرب من خزر خاقانات في بداية القرن التاسع ودعموا الخزريين في حربهم «على مدى ثلاث سنوات». كان المجريون منظمون في قبائل يترأس كل منها «حاكمها المحلي»، أو قادتها العسكريون. بعد غزو بيشينيغ ضد ليفيديا، عبر مجموعة من المجر جبال القوقاز واستقروا في الأراضي الواقعة جنوب الجبال، لكن غالبية الشعب فروا إلى السهوب الشمالية للبحر الأسود. سيطر المجريون من موطنهم الجديد، الذي كان يعرف باسم إتلكوز، على الأراضي الواقعة بين الدانوب الأدنى ونهر دون في سبعينيات القرن التاسع. كان يقود اتحاد قبائلهم السبع زعيمين هما كيندي وغيولا. انضم الكبار- مجموعة من أتباع الخزر المتمردين- إلى المجريين في إتلكوز. غزا المجريون بانتظام القبائل السلافية المجاورة، وفرضوا عليهم دفع جزية وخطفوا الأسرى لبيعهم إلى البيزنطيين. غزوا وسط أوروبا مستغلين الحروب بين بلغاريا وشرق فرنسا ومورافيا، أربع مرات على الأقل بين عامي 861 و894. أجبر غزو بيشينيغ المجريين على مغادرة إتلكوز، وعبور جبال الكاربات واستقروا في حوض الكاربات عام 895.

### علم الآثار
منذ ثلاثينيات القرن التاسع عشر، لعب علم الآثار دورًا مهمًا في دراسة عصور ما قبل التاريخ المجرية. طبق علماء الآثار طريقتين؛ تسعى الطريقة المسماة «طريقة خطية» إلى تحديد مسار هجرة المجريين من موطنهم الأصلي إلى حوض الكاربات، في حين أن «الطريقة الارتجاعية» تسعى إلى اكتشاف أسلاف تجمعات القرن العاشر من خلال حوض الكاربات في السهوب الأوراسية. من ناحية ثانية، استخلصت من إثني عشرة مقبرة في السهوب اكتشافات وضحت أوجه الشبه مع التجمعات المكتشفة في حوض الكاربات. يعد تاريخ هذه المقابر أيضًا موضع جدل.
وفقًا للباحث ليزلوك كوفاكس، ربما يكون قد ساهم كل من ندرة المواد الأثرية المنشورة والتأريخ الخطأ لبعض المواقع بانخفاض عدد المواقع الأثرية التي يمكن نسبها للمجر في السهوب. قال كوفاكس أيضًا، يمكن أن تكون هجرة المجر من السهوب واستقرارهم في حوض الكاربات قد أدى إلى تطور ثقافة مادية جديدة، مما يجعل تحديد هوية المجريين قبل الغزو صعبًا. وضحت الأبحاث الأثرية أن الثقافة المادية للآفار (الشعب الأواري) وشعوب السهوب الأخرى الذين استقروا في حوض الكاربات قبل المجر شهدت تغييرًا كبيرًا مماثلًا بعد أن غادروا السهوب واستقروا في موطنهم الجديد.
تظهر الانبعاجات وحوامل الأحزمة والأشياء الأخرى فيما يسمى «أفق سوبوتسي»، والتي كشفتها مواقع كاتيرينوفكا وسلوبوزيا ومواقع أخرى على امتداد المسار المتوسط لنهر دنيستر، أوجه التشابه مع الاكتشافات الأثرية من حوض الكاربات في القرن العاشر. يعود التاريخ الكربوني لهذه القطع إلى أواخر القرن التاسع. عثر في المواقع الأثرية نفسها على أواني شبيهة بفخار المناطق السلافية المجاورة.

### اللغويات
تعد دراسة اللغة المجرية واحدة من المصادر الرئيسية للأبحاث المتعلقة بالتولد العرقي للشعب المجري لأن اللغة توضح ظروف تطورها وارتباطاتها بالتعابير الاصطلاحية الأخرى. وفقًا لإحدى النظريات العلمية، فإن الطبقة الأقدم من المفردات المجرية توضح سمات المنطقة التي ظهرت فيها اللغة. تساهم دراسة الألفاظ الدخيلة من لغات أخرى في تحديد العلاقات المباشرة بين المتحدثين القدماء للغة المجرية والشعوب الأخرى. تعكس الكلمات الدخيلة أيضًا التغيرات في طريقة حياة المجريين.